# هنري مارتين ديكستر
هنري مارتين ديكستر (بالإنجليزية: Henry Martyn Dexter)‏ هو كاتب أمريكي، ولد في 13 أغسطس 1821 في Plympton, Massachusetts ‏ في الولايات المتحدة، وتوفي في 13 نوفمبر 1890 في نيو بدفورد في الولايات المتحدة.